# Olof Rönnberg
Olof Rönnberg (i riksdagen kallad Rönnberg i Stocked), född 26 januari 1837 i Överlännäs socken, Västernorrlands län, död  24 februari 1895 i Stockholm (folkbokförd i Överlännäs församling), var en svensk lantbrukare, hemmansägare och riksdagsman.
Rönnberg var ledamot av riksdagens andra kammare 1895, invald i Ångermanlands mellersta domsagas valkrets i Västernorrlands län.